# Pomorze Nadwiślańskie
     Pomorze Gdańskie
     Ziemia lęborsko-bytowska
     Ziemia chełmińska
     Ziemia malborska

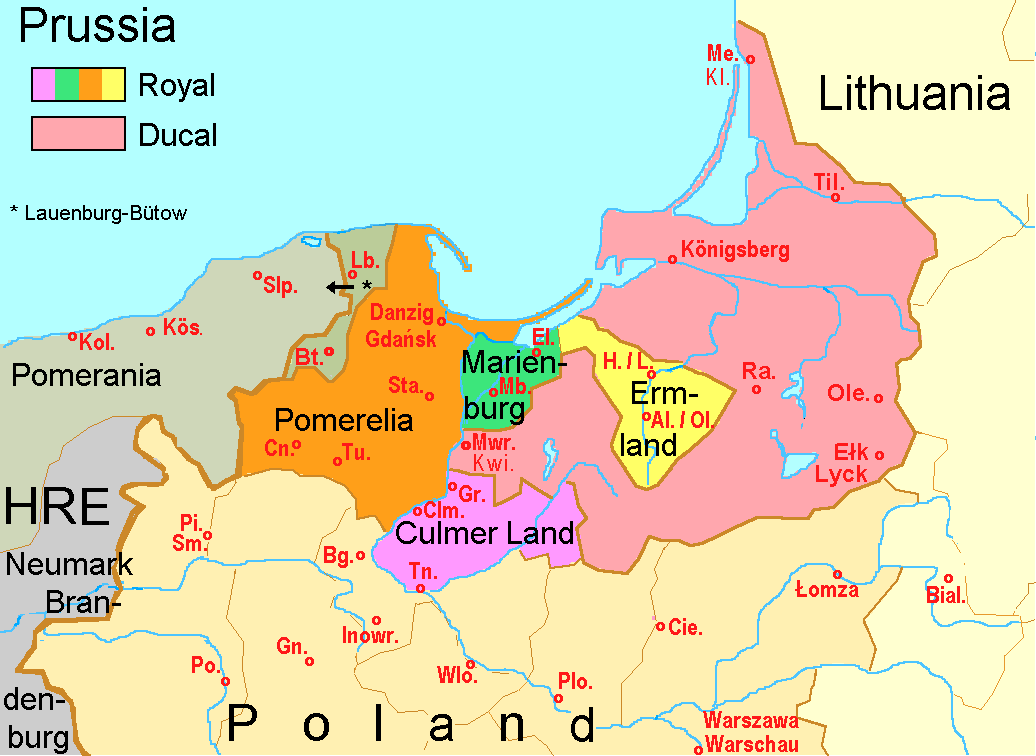
Pomorze Nadwiślańskie będące częścią Prus Królewskich, dawnej prowincji Korony Królestwa Polskiego.
----
Pomorze Gdańskie
Ziemia lęborsko-bytowska
Ziemia chełmińska
Ziemia malborska

Pomorze Nadwiślańskie, Pomorze Wschodnie (kaszub. Pòrénkòwô Pòmòrskô, niem. Pommerellen) – kraina historyczna w Polsce, położona nad Morzem Bałtyckim na zachód od Osy, Wisły i Nogatu oraz na wschód od Łeby i Brdy. 

## Toponimia
Termin Pomorze Wschodnie lub Pomorze Nadwiślańskie odnosi się do wschodniej części Pomorza, leżącej nad Wisłą. W źródłach niemieckich i zachodnich zapisywano tę nazwę w postaci Pommerellen, co jest formą zdrobniałą od Pommern i dosłownie oznacza Małe Pomorze. W czasach II RP region ten był określany jako Polskie Pomorze.  

## Podział na regiony
W obrębie Pomorza Wschodniego wyróżnia się następujące regiony historyczno-etnograficzne:
- Pomorze Gdańskie
  - ziemia lęborsko-bytowska[a]
  - Kaszuby
  - Kociewie
  - Bory Tucholskie
  - Żuławy Wiślane
- ziemia chełmińska
  - ziemia lubawska
  - ziemia michałowska